# Râul Goești
Râul Goești este un curs de apă, afluent al râului Albești. 